# Quién
Quién – singel Pabla Alborána, wydany 3 maja 2013, pochodzący z albumu Tanto. Utwór został napisany i skomponowany przez samego wokalistę, a za produkcję odpowiadał Manuel Illán.
Singel był notowany na 1. miejscu na oficjalnej liście sprzedaży w Hiszpanii i został wyróżniony złotym certyfikatem w tym kraju za przekroczenie progu 20 tysięcy sprzedanych kopii.

## Lista utworów
- Digital download[1]

1. „Quién” – 4:09

## Notowania

### Pozycja na liście sprzedaży
| Kraj      | Notowanie (2013/2014) | Najwyższa pozycja | Certyfikat | Sprzedaż |
| --------- | --------------------- | ----------------- | ---------- | -------- |
| Hiszpania | PROMUSICAE            | 1                 | złoto      | 20 000+  |